# Waltscho Stoew
Waltscho Stoew (bulgarisch Вълчо Стоев, engl. Transkription Valcho Stoev; * 20. Januar 1952 in Owtscharowo, Oblast Chaskowo) ist ein ehemaliger bulgarischer Kugelstoßer.
Bei den Halleneuropameisterschaften 1973 in Rotterdam wurde er Sechster. Im Jahr darauf wurde er Vierter bei den Halleneuropameisterschaften in Göteborg und Neunter bei den Europameisterschaften in Rom.
1975 gewann er Gold bei den Halleneuropameisterschaften in Kattowitz und Bronze bei der Universiade, 1977 Gold bei der Universiade. Bei den Europameisterschaften 1978 in Prag wurde er Zehnter. Bei den Olympischen Spielen 1980 in Moskau schied er in der Qualifikation ohne gültigen Versuch aus.
Insgesamt wurde er fünfmal bulgarischer Meister im Freien (1972–1974, 1979, 1980) und viermal in der Halle. 1974 wurde er sowjetischer Hallenmeister.

## Persönliche Bestleistungen
- Kugelstoßen: 20,72 m, 5. Juli 1980, Sofia
  - Halle: 20,30 m, 26. Februar 1975, Sofia